# Mount Inglismaldie
Mount Inglismaldie är ett berg i Kanada.   Det ligger i provinsen Alberta, i den centrala delen av landet, 3 000 km väster om huvudstaden Ottawa. Toppen på Mount Inglismaldie är 2 964 meter över havet, eller 335 meter över den omgivande terrängen. Bredden vid basen är 1,5 km.
Terrängen runt Mount Inglismaldie är huvudsakligen bergig, men åt sydväst är den kuperad.Närmaste större samhälle är Banff, 12,7 km sydväst om Mount Inglismaldie. 
Trakten runt Mount Inglismaldie består i huvudsak av gräsmarker. Trakten runt Mount Inglismaldie är nära nog obefolkad, med mindre än två invånare per kvadratkilometer.